# Omake
Omake (お負け?) è il termine giapponese con cui vengono indicati gli extra o i bonus aggiunti a un'opera di fantasia. 
Attualmente è utilizzato soprattutto per riferirsi agli extra presenti nei DVD, sia per quanto riguarda i film, che per quanto riguarda anime ed OAV: scene tagliate, interviste con gli attori o con gli autori, montaggio delle scene o documentari, ed anche tracce musicali sono tutti elementi che ricorrono spesso quando si parla di omake.
Solitamente, gli omake che accompagnano i DVD di anime ed OAV includono brevi scenette di natura comica, con i personaggi spesso trasposti in chiave superdeformed (o chibi in giapponese). Altre volte, alcune scene della serie originale sono ridoppiate per suscitare l'ilarità dei fan, soprattutto degli otaku.
Ad ogni modo, omake sono anche le figurine o i gadget distribuiti in regalo con le confezioni di bevande o dolci. Proprio come accade in Italia, spesso si genera intorno a queste sorpresine una vera e propria caccia, legata al concetto di collezionismo.